# Bruno Martini
Bruno Martini (Salon-de-Provence, 3. srpnja 1970. – 20. listopada 2020.) francuski rukometni vratar i reprezentativac. Prije pojave Thierryja Omeyera, Martini je bio najbolji francuski vratar i jedan od najboljih vratara svoje generacije.

## Životopis
Rođen je u mjestu Salon-de-Provence 3. srpnja 1970., a profesionalnim se rukometom počeo baviti 1991. godine, branivši za OM Vitrolles, s kojim je 1993. osvojio francuski i europski kup. Nakon što je 1994. osvojio i prvenstvo, prešao je u Istres Ouest Provence Handball, no tu se zadržao samo jednu sezonu, što je tradicija koju će držati do 2000. godine (kada je za Montpellier HB odigrao 3 sezone). Godine 1996. ponovo se vraća u Vitrolles s kojim ponovo osvaja prvenstvo, ali nakon jedne sezone odlazi u Španjolsku. Nakon sezone u SD Teucrou, vraća se u Francusku gdje igra za Sporting Toulouse 31. Nakon što osvaja još jedan francuski kup, ponovo se vraća u Španjolsku, ovaj put u BM Cangas. 
Prvu sezonu u njemačkoj Bundesligi provodi u HC Wuppertalu tijekom sezone 1999./2000. Nakon jedne sezone, vraća se u Francusku, gdje tri godine brani u Montpellieru. Tijekom posljednje sezone u klubu, postiže i svoj najveći klupski uspjeh, a to je bilo osvajanje EHF-ove Lige prvaka 2003. godine. Godine 2007. proglasio je kraj karijere, a prije toga je odigrao po sezonu u klubovima Paris HB i USAM Nîmes. 
Iako je objavio umirovljenje, 2009. odigrao je još jednu polusezonu u Njemačkoj. Kada se Kielov Andreas Palicka ozlijedio, njemački prvaci pozvali su, u ožujku 2009., Martinija kao zamjenu. Martini je prihvatio i odigrao u Kielu do ostatka sezone, osvojivši prvenstvo Njemačke i DHB-Pokal. Tada se i službeno povlači iz aktivnog rukometa. 
Za reprezentaciju Francuske debitirao je u srpnju 1990. protiv Sovjetskog Saveza i u 17 godina igranja sakupio je 202 nastupa i bio prvi vratar sve do pojave Thierryja Omeyera. S reprezentacijom je sudjelovao na OI 1996. u Atlanti i OI 2000. u Sydneyju, a na svjetskim prvenstvima je dobio dvije bronce (Japan 1997. i Portugal 2003.) i dva zlata (Island 1995. i Francuska 2001.). Iz reprezentacije se povukao 2007. godine. 
Zadnje godine života sa suprugom Soniom vodio je marketinšku firmu MP Sport, koja je službeni sponzor francuske lige i nekih klubova, a dio je uprave kluba Paris HB.
Umro je od srčanog udara 20. listopada 2020. godine.